# Clàssica de Sant Sebastià 2006
La Clàssica de Sant Sebastià 2006 és una cursa ciclista que es va disputar a Euskadi el 12 d'agost de 2006, amb un recorregut de 227 km. El vencedor final fou el català Xavier Florencio, de l'equip Bouygues Télécom, que fou seguit per l'italià Stefano Garzelli i el kazakh Andrei Kàixetxkin.

## Classificació general
|    | Ciclista           | Equip                          | Temps      |
| -- | ------------------ | ------------------------------ | ---------- |
| 1  | Xavier Florencio   | Bouygues Télécom               | 5h 32' 45" |
| 2  | Stefano Garzelli   | Liquigas                       | m. t.      |
| 3  | Andrei Kàixetxkin  | Astana                         | m. t.      |
| 4  | Aleksandr Botxarov | Crédit Agricole                | m. t.      |
| 5  | Cristian Moreni    | Cofidis                        | m. t.      |
| 6  | Mirko Celestino    | Team Milram                    | m. t.      |
| 7  | Ricardo Serrano    | Kaiku                          | m. t.      |
| 8  | Alejandro Valverde | Caisse d'Epargne-Illes Balears | m. t.      |
| 9  | George Hincapie    | Discovery Channel              | m. t.      |
| 10 | Franco Pellizotti  | Liquigas                       | m. t.      |